# Rob Grange
Rob Grange (nacido en 1950 en Flint, Míchigan) es un bajista estadounidense, reconocido principalmente por su trabajo con Ted Nugent entre 1975 y 1978 y por su popular base de bajo en la canción "Stranglehold", perteneciente al álbum debut de Nugent. Además ha colaborado con otros artistas y bandas como The Amboy Dukes, St. Paradise, Duke X y Sonny Hugg.

## Discografía

### Con Ted Nugent
- 1975 - Ted Nugent (Epic Records)
- 1976 - Free-for-All (Epic Records)
- 1977 - Cat Scratch Fever (Epic Records)
- 1978 - Double Live Gonzo! (Epic Records)
- 1993 - Out of Control (Epic Records)